# Karl Ignaz von Clary und Aldringen
Karl Ignaz Graf von Clary und Aldringen (auch Carl Ignaz Graf von Clary und Aldringen; * 5. November 1729 in Prag, Heiliges Römisches Reich; † 6. Juni 1791 in Wien) war Präsident der k.k. Krondomäne Temescher Banat und Vorsitzender der Banater Bergdirektion.

## Leben und Wirken
Karl Ignaz von Clary und Aldringen entstammte einem alten böhmischen Adelsgeschlecht, das aus Florenz kam und zur Zeit der Medici Clario hieß.
1752 wurde er zum Appellationsrat ernannt und war anschließend Hauptmann im Kreis Rakonitz. Er besaß die Herrschaft Neubistritz, war Pfandherr des Gutes Getezichowitz in Böhmen, von Sankt Petersberg im Inntal und Neuberg am Rhein in Tirol. Er hatte die Ämter k.k. Kämmerer, Wirklicher Geheimer Rat und böhmischer Gubernialrat inne. Karl Ignaz von Clary und Aldringen war Obermünzmeister von Böhmen.
1769 wurde er Präsident der Landesadministration des Temescher Banats und der Banater Bergdirektion. Während seiner Präsidentschaft wurde Charlottenburg mit deutschen Kolonisten besiedelt und nach seiner Ehefrau Charlotte benannt. Er besiedelte die Orte Clary, das nach ihm benannt wurde, Betschkerek (1772) und Kikinda (1774) mit Raizen. Als Präsident der Landesadministration führte Graf Clary die Repartition der Ländereien ein, so dass jedes Haus 32 Joch bekam. Desgleichen ließ er Landkarten mit der genauen Lage jedes Ortes anfertigen und Ortskarten von jedem Dorf mit den dazugehörenden Ländereien, woraus sich der Stand der bereits verteilten Güter und des noch zu verteilenden übrigen Landes ergab. Dies ermöglichte die jährlichen Abgaben genau zu bestimmen. 1774 legte Graf Clary seine Präsidentschaft nieder. Ihm folgte Josef Brigido im Amt.